# 장희재 (조선)
장희재(張希載, 1651년 ~ 1701년 10월 29일)는 조선 후기 무관이자 숙종의 척신으로 옥산부대빈 장씨의 동복 오빠이자 경종의 외삼촌이다. 1694년 갑술환국 후 제주로 유배되었다가 1701년 무고의 옥에 연루되어 음력 10월 29일 한양에서 참수되었다. 본관은 인동이다.

## 출신
장안의 한량으로 누이인 희빈 장씨 덕에 분에 넘치는 자리에 올랐다는 《인현왕후전》 등 영조 정권 수립 후에 집필된 여러 서적의 내용 탓에 현대인에겐 흔히 시장에서 노름과 싸움이나 일삼았던 백수건달로 인식되는 경향이 있다. 그러나 17-8세기 조선어로 장안이란 단순히 한성을 뜻하며, 한량이란 무관 혹은 무과를 준비하는 입시생들을 두고 문관과 그 가족이 "글 공부를 하거나 농사나 짓지 쓸데없이 인생을 허비한다."며 얕잡아 일컫던 경칭이다. 실제로 장희재는 일찍이 무과에 급제하여 무관으로 진출1680년(숙종 6)에는 조선 무관의 최고 청요직이자 꽃이라 불리었던 내금위에 있었으며 1683년(숙종 9)에는 종6품 포도부장이었다. 그리고 1689년(숙종 15) 2월에 원자의 외족들의 품작을 높여줄 때 종6품 군자감 주부로 제수되었으니 누이가 후궁이 되어 덕을 보았다는 인식은 전부 허구에 불과하며 오히려 집권당인 노론의 성녀였던 인현왕후에게 모진 견제를 받았던 누이로 인해 승봉에 차별을 받았음만 증명된다.

## 활동
본래는 한량 출신으로 누이인 희빈 장씨의 덕으로 관직을 얻었다고 알려졌지만 실제로는 무과에 급제하여 관직에 진출했고, 1683년 3월 13일 당시에는 이미 지위가 종6품 포도부장이었다.
1680년 삼복의 난의 여파로 장희재 남매의 후견을 맡았던 종백부 장현의 집안이 명성왕후 김씨의 사촌 오라비 김석주에 의해 몰락하였고, 같은 해 말엔 자의대비 조씨의 궁녀로 있던 누이 장옥정이 숙종의 승은을 입자마자 명성왕후 김씨에 의해 강제로 출궁되었다. 1683년 3월 13일, 정명공주의 잔치에서 노래를 부른 첩 숙정을 수청들게 하지 않고 도망치게 하였다 하여 인현왕후 민씨의 큰아버지 민정중에게 공무이탈의 죄가 물어져 호된 매질을 당했다.
명성왕후 김씨의 3년상이 끝난 후 자의대비의 주선으로 1686년 초에 장옥정이 다시 환궁하여 12월에 정식으로 후궁으로 봉해졌다. 이후 포도청종사관을 지내고 의금부도사를 거쳐 내금위종사관과 금위영종사관, 어영청종사관과 훈련원판관, 한성부판관, 사복시판관 등을 거쳐 1688년 그녀가 왕자를 생산하면서 그는 의금부경력, 오위도총부경력을 거쳐 1689년 중전으로 봉해졌을 당시 종3품 훈련원부정, 정3품 훈련원정, 정3품 어영청중군, 정3품 금위영중군, 정3품 수어청중군, 정3품 병조참의, 정3품 좌부승지, 정3품 내금위장, 종2품 금군별장, 종2품 포도대장, 종2품 수어사, 종2품 금위대장, 종2품 동지의금부사, 종2품 한성부좌윤, 종2품 훈련대장 등을 역임했고, 병조참판의 후보에도 올랐다가 1692년에는 종2품 총융사로 승진했다. 이 후 종2품 한성좌윤도 다시 맡다가 1694년 갑술환국 이전엔 종2품 포도대장을 다시 맡았다. 이후 갑술환국 당시 한성부판윤과 병조판서의 후보에 오르기도 했지만 함이완의 무고 사건으로 다시 한성부좌윤이 되었는데 한때 추국의 여파에 따라서 정승의 후보에도 올랐지만 곧 갑술환국으로 하옥되었다. 최종 관직은 한성부좌윤이었다.
갑술환국의 여파로 인해 사형당할 위기에 몰렸지만, 세자(후의 경종)에게 미칠 화를 염려한 영의정 남구만등 소론 대신들의 강력한 반대로 제주에 부처되었다. 유배령이 내려진 직후 숙원 최씨를 독살하려 하였다는 혐의를 받아 압송되어 국문되었지만 무고함이 밝혀졌다. 그 이후에도 자작극으로 아버지 장형의 묘비를 훼손시켰다는 혐의를 받는 등 수차례 죽을 고비를 넘겼다.
1701년 8월에 인현왕후가 죽자 희빈 장씨가 인현왕후를 무고(巫蠱; 남을 저주함)하였다는 혐의로 9월 23일 장희재에게 처형의 명이 내려졌고 25일에는 희빈 장씨에게 자진을 명하는 비망기가 내려졌다. 남구만을 필두로 한 소론 대신들과 일부 노론 대신들의 반대로 명이 실행되진 않았지만, 10월 8일 희빈 장씨에게 승정원을 통한 자진의 명이 내려졌고 10월 10일에 희빈 장씨의 자진 사실이 공식 발표되었다.
희빈 장씨의 사후에 한양으로 압송된 장희재는 10월 29일 군기시 앞에서 복주(伏誅)당했다. 11월엔 벌이 부족하다는 노론의 주장으로 시체가 능지처사되었다. 장희재의 사후 장형의 신위와 제사가 자형인 김지중과 그 아들에게 재산 일부와 함께 기한적으로 맡겨졌다.

## 관련 작품

### 드라마
- 《장희빈》 (MBC, 1981년~1982년, 배우:김동현)
- 《인현왕후》 (MBC, 1988년~1988년, 배우:이덕화)
- 《장희빈》 (SBS, 1995년~1995년, 배우:길용우)
- 《장희빈》 (KBS, 2002년~2003년, 배우:정성모)
- 《신비한TV 서프라이즈》 (MBC, 2004년, 가수:한경일)
- 《KBS HDTV 문학관 - 서러워라 잊혀진다는 것은》 (KBS1. 2007년, 배우: 선동혁)
- 《동이》 (MBC, 2010년~2010년, 배우:김유석)
- 《장옥정, 사랑에 살다》 (SBS, 2013년~2013년, 배우:고영빈)
- 《대박》 (SBS, 2016년, 배우:백승현)

### 내용주
1. ↑  승정원일기 숙종 27년(1701년) 11월 2일 기록에 장희재의 나이가 51세로 기록되어 있으므로 1651년 생임을 알 수 있다.

### 참조주
1. ↑  《단암만록》, 8pg(pdf 기준)
2. ↑  숙종실록 35권, 숙종 27년 10월 22일 을해 3번째기사 중 "일찍이 경신년 간에 희적(希賊)이 비천(卑賤)한 출신으로 내금위(內禁衛)가 되었을 때"
3. ↑  숙종실록 17권, 숙종 12년 12월 10일 경신 4번째기사 중 "계해년 3월 13일은 능양군 반정(反正)의 회갑(回甲)이 되는 날이었다. (중략) 장희재는 이때 포도 부장(捕盜部將)으로서"
4. ↑  승정원일기 333책 (탈초본 17책) 숙종 15년 2월 11일 기유 5/26 기사 중 "張希載爲軍資主簿"
5. ↑  이 무렵 민암이 우의정으로 승진을 하면서 조정은 민암 중심으로 내각이 개편되는데 민암이 1691년에 우의정으로 승진한 이후에 조정은 영의정에 권대운, 좌의정에 목내선, 우의정에 민암, 이조판서에 유명천, 호조판서에 오시복, 예조판서에 이우정, 병조판서에 민종도, 형조판서에 유명현, 공조판서에 이집이 앉아있었다. 모두 이우정, 권대운, 목내선을 빼고는 민암 일파였다. 장희재가 또 총융사로 승진할 당시에는 영의정에 권대운, 좌의정에 목내선, 우의정에 민암이 앉아있었고 이조판서에 오시복, 호조판서에 유명천, 예조판서에 유명현, 병조판서에 민종도, 형조판서에 이의징, 공조판서에 심재가 앉아있었는데 권대운, 목내선을 빼고는 민암 일파였다.
6. ↑  형벌을 받아 죽음